# Грчко-илирски шљемови из Црне Горе
До сада је у Црној Гори пронађено пет шљемова грчко-илирког типа: четири у Будви и један у Кличеву, код Никшића. Два шљема из Будве потичу из ранијих ископавања, а остала два су новији налази, из 1980/81 године.

## Поријекло и старост
Шљемови су израђени у античкој Грчкој и били су намијењени за трговину са домаћим, илирским становништвом, у периоду од краја 6. до почетка 4. вијека прије нове ере. Из грчких су радионица транспортовани према сјеверу, нарочито у илирске крајеве. Као одбрамбено оружје били су омиљени код Илира. Њихова нам распрострањеност даје податке и о путевима трговине у наведеном времену. Наиме, на мјесту данашње Будве, у том периоду, постојао је грчки емпоријум – трг, гдје су Грци размјењивали своје производе са домородачким становништвом.

## Израда
Шљемови грчко-илирског типа одликују се једноставном формом и начињени су од бронзе (један од њих је димензија 26,5 x 23,2 cm). Имају ојачање, дуж тјемена, у виду пластичног ребра. Ово је ребро истовремено служило за заштиту од удараца, али и као носач перјанице. Код неких, рубови су украшени златним лимом и траком са пунктираним и урезаним орнаментима. Шљем је ношен преко вунене капе, која је штитила главу од непосредног додира са металом.
По својим облицима, бочним заштитним дјеловима за образе – парагнатидама – подсјећају на грчке коринтске шљемове, али за разлику од њих немају заштитни дио за нос – назал.